# جان کودش
 جان کودش (چکی: Jan Kodeš؛ زاده ۱ مارس ۱۹۴۶) یک تنیس‌باز اهل جمهوری چک است. 